# Оризаре
Оризаре (болг. Оризаре) — село в Болгарии. Находится в Бургасской области, входит в общину Несебыр. Население составляет 1 572 человека.

## Политическая ситуация
В местном кметстве Оризаре, в состав которого входит Оризаре, должность кмета (старосты) исполняет Неделчо Славов Недялков (Партия болгарских социал-демократов (ПБСД)) по результатам выборов правления кметства.
Кмет (мэр) общины Несебыр — Николай Кирилов Димитров (независимый) по результатам выборов в правление общины.